# William Kassouf
William Robin „Will“ Kassouf (* 19. Dezember 1981) ist ein professioneller britischer Pokerspieler aus England. Er bezeichnet sich als den „King of Speech Play“, was auch von den Medien übernommen wurde.

## Persönliches
Kassouf stammt aus London. Er lebt in Rickmansworth und arbeitet als Anwalt.

## Pokerkarriere
Kassouf begann seine Pokerkarriere im Londoner Grosvenor Victoria Casino mit Turnieren und Cash Games mit niedrigen Einsätzen. Er nimmt seit 2009 an renommierten Live-Turnieren teil.
Mitte April 2009 erreichte Kassouf den Finaltisch bei den Irish Open in Dublin und beendete das Turnier auf dem sechsten Platz für ein Preisgeld von über 100.000 Euro. Ende November 2013 belegte er den achten Platz bei der Grosvenor UK Poker Tour in seiner Heimatstadt London für umgerechnet rund 25.000 US-Dollar. Ein Jahr später landete er beim gleichen Turnier auf dem fünften Platz für weitere 35.000 US-Dollar. Ende August 2015 platzierte sich Kassouf beim Main Event der European Poker Tour (EPT) im Geld und belegte in Barcelona den 217. Platz für knapp 10.000 Euro Preisgeld. Im Juli 2016 war er erstmals bei der World Series of Poker (WSOP) im Rio All-Suite Hotel and Casino am Las Vegas Strip erfolgreich und kam beim Main Event in der Variante No Limit Hold’em ins Geld. Kassouf polarisierte das Turnier über mit seinem Tabletalk und erhielt vom WSOP-Turnierdirektor Jack Effel mehrfach die Strafe, eine Runde auszusetzen. Besonderes Aufsehen erregte Kassoufs Bluff gegen Stacy Matuson, den er mit den Worten „Nine high like a boss“ kommentierte. Kassouf schaffte es den siebten Turniertag zu erreichen, an dem er nach einer vieldiskutierten Hand mit Königen gegen die Asse von Griffin Benger auf dem 17. Platz ausschied. Dafür erhielt Kassouf ein Preisgeld von knapp 340.000 US-Dollar. Mitte Dezember 2016 sicherte er sich den Titel beim High-Roller-Event der EPT in Prag. Als nur noch Kassouf und der Kanadier Patrick Serda im Turnier verblieben waren, einigten sich die beiden Spieler auf einen Deal, so dass Serda, der zu diesem Zeitpunkt in Chips vorne lag, 719.000 Euro Preisgeld und Kassouf 532.500 Euro sowie den Titel erhielt. Im Januar 2017 nahm Kassouf eine Einladung Stacy Matusons an, ein Heads-Up-Match als Revanche für die Bluffs bei der WSOP auszutragen. Das Event fand am 2. Februar 2017 im Rahmen des 888 Festivals im King’s Resort in Rozvadov statt; Matuson gewann das Duell mit 2:0. Im November 2017 belegte Kassouf beim Main Event der World Series of Poker Europe in Rozvadov den 64. Platz für mehr als 15.000 Euro.
Insgesamt hat sich Kassouf mit Poker bei Live-Turnieren mehr als 1,5 Millionen US-Dollar erspielt.